# Cryptanura punctator
Cryptanura punctator är en stekelart som beskrevs av Dmitriy R. Kasparyan och Ruiz-cancino 2006. Cryptanura punctator ingår i släktet Cryptanura och familjen brokparasitsteklar. Inga underarter finns listade i Catalogue of Life.